# 沈阳大学
沈阳大学（英語：Shenyang University，简称“沈大”），是位于中国辽宁省沈阳市的一所省属市管公立综合性大学，由原冶金部部属沈阳工业高等专科学校和沈阳市市属沈阳大学、沈阳教育学院等多所院校重组而来。办学历史可追溯到1905年成立的奉天实业学堂和1906创办的新民公学堂。

## 概况
沈阳大学历史可追溯到1905年成立的奉天实业学堂和1906创办的新民公学堂，迄今已逾百年，是一所拥有百年历史的普通高等院校，在长期发展进程中，相继合并沈阳财经学院、原冶金工业部部属高校、 沈阳工业高等专科学校、沈阳教育学院、新民师范学院等院校，学科体系日趋完善，目前已涵盖哲学、经济学、法学、教育学、文学、历史学、理学、工学、农学、管理学、艺术学等11大学科门类。
沈大于2003年获得硕士学位授予权；2007年在教育部本科教学工作水平评估中获得优秀；2012年获批“服务国家特殊需求博士人才培养项目”，学校办学水平和办学实力不断提升，已发展成为一所以本科教育为主体，同时拥有硕士、博士研究生教育的综合性大学。
学校现有专任教师1266人，其中长江学者1人，国务院政府特殊津贴专家4人，教育部新世纪优秀人才支持计划入选者2人，博士生导师4人，硕士研究生导师169人，教授200人、副教授585人，具有博士、硕士学位的教师846人。学校是教育部卓越工程师培养计划高校。

## 历史沿革
1979年1月，市新民师范与沈大师范学合并成沈大学院。
1987年，沈阳财经学院并入沈阳大学，设立沈阳大学财经学院。
1995年，沈阳工业高等专科学校并入沈阳大学。
1997年，学校顺利通过本科作合格评价，开始步入规范建设、稳步发展阶段。
2003年，学校获得硕士学位授予权，并首批设立了3个硕士点，提升了办学层次。
2005年，新民师范学院并入沈阳大学。
2012年，“污染场地修复与风险管理”博士人才培养项目正式获批，并按项目主要支撑学科环境科学与工程授予博士学位。
2012年，沈阳大学申报的服务国家特殊需求博士人才培养项目顺利获得国务院学位办批准，成为具有博士培养资格的地方高校之一。此类项目全国仅审批通过30个，沈阳大学是辽宁省唯一一所获批的高校。